# Costa-ricanisch-haitianische Beziehungen
Die costa-ricanisch-haitianischen Beziehungen beschreiben das bilaterale Verhältnis zwischen der früheren spanischen Kolonie und  Republik Costa Rica einerseits und der Republik Haiti andererseits.
Beide Länder sind Mitglieder der Vereinten Nationen und der Organisation Amerikanischer Staaten.

## Geschichte und Stand
Die im Jahr 1804 unabhängig gewordene Republik Haiti und die 1821 von Spanien in die Unabhängigkeit entlassene Republik Costa Rica unterhalten diplomatische Beziehungen, ohne dass Botschafter ausgetauscht wären.
In San José ist ein haitianischer Honorarkonsul ansässig, während die Botschaft Haitis in Panama als diplomatische Vertretung in Costa Rica nebenakkreditiert ist. Costa Rica hat einen Honorarkonsul in Port-au-Prince bestellt, dessen Büro in der Route de Delmas liegt.
Für haitianische Staatsangehörige besteht Visumspflicht für jede Art von Einreise nach Costa Rica. Seit Mitte der 2010er Jahr steigt die Zahl haitianischer illegaler Migranten in Costa Rica, die den Weg nach Nordamerika suchen. Die Präsidenten von Panama, Costa Rica und der Dominikanischen Republik forderten die Vereinigten Staaten im Oktober 2021 auf, „konkrete Maßnahmen“ zu ergreifen, um die Migration von Haitianern durch Lateinamerika in Richtung der US-Grenze zu bremsen.
Der haitianische Übergangspräsident Boniface Alexandre nahm im Mai 2006 an der Amtseinführung des Präsidenten von Costa Rica, Óscar Arias Sánchez, teil.
Im Jahr 2016 empfing der haitianische Minister für Tourismus, Guy Didier Hyppolite, eine Gruppe von Reiseveranstaltern aus Costa Rica, die Haiti als Destination für Touristen aus dem mittelamerikanischen Land erkunden wollten.
Der Handel zwischen beiden Ländern ist gering. Waren werden nur im Wert von jährlich knapp 12 Millionen US-Dollar (2023) aus Costa Rica nach Haiti exportiert. Dabei handelt es sich vorwiegend um verschiedene Produkte im Bereich der Lebensmittel.